# Hostovlice

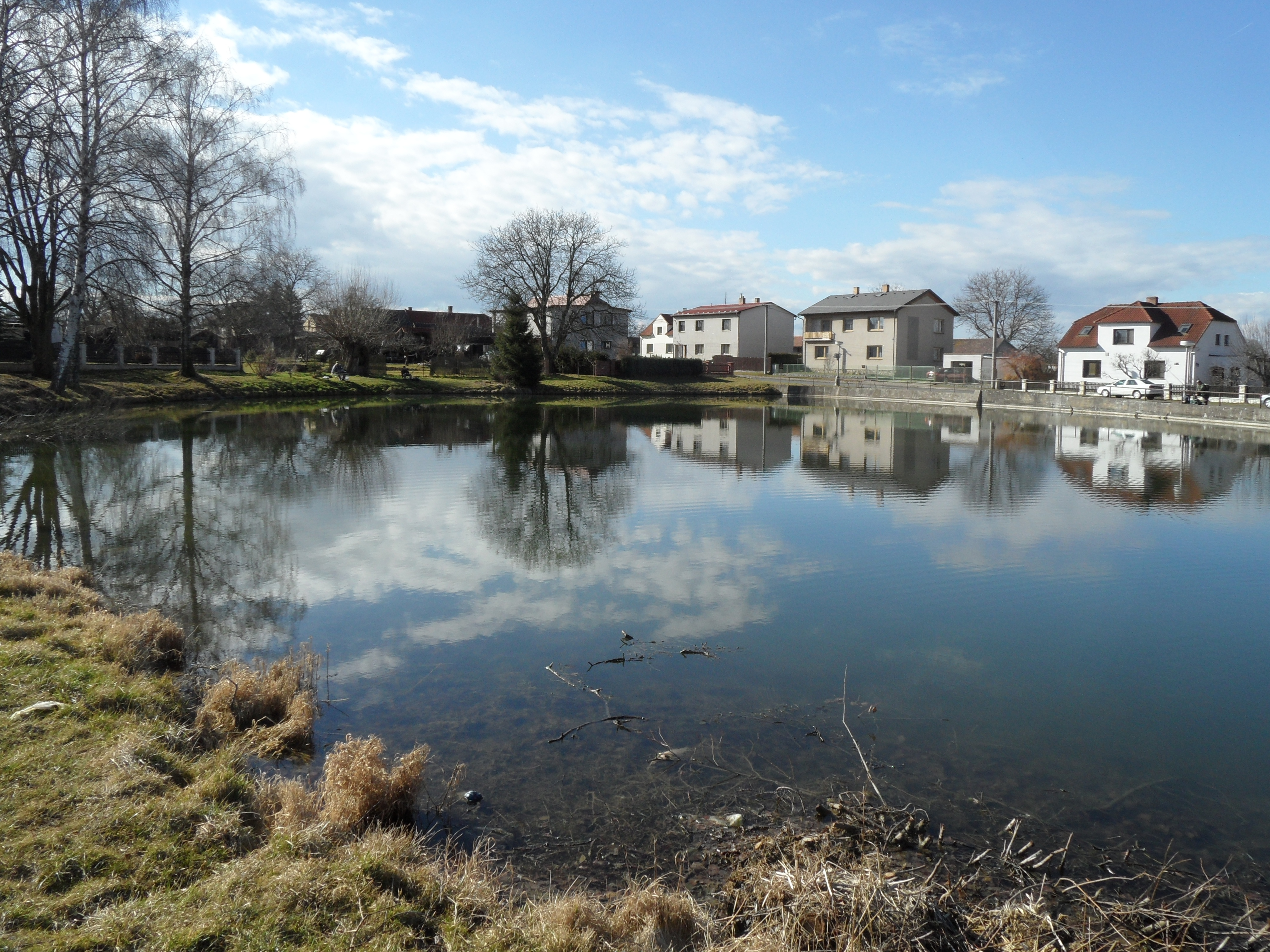
Häuser am Teich

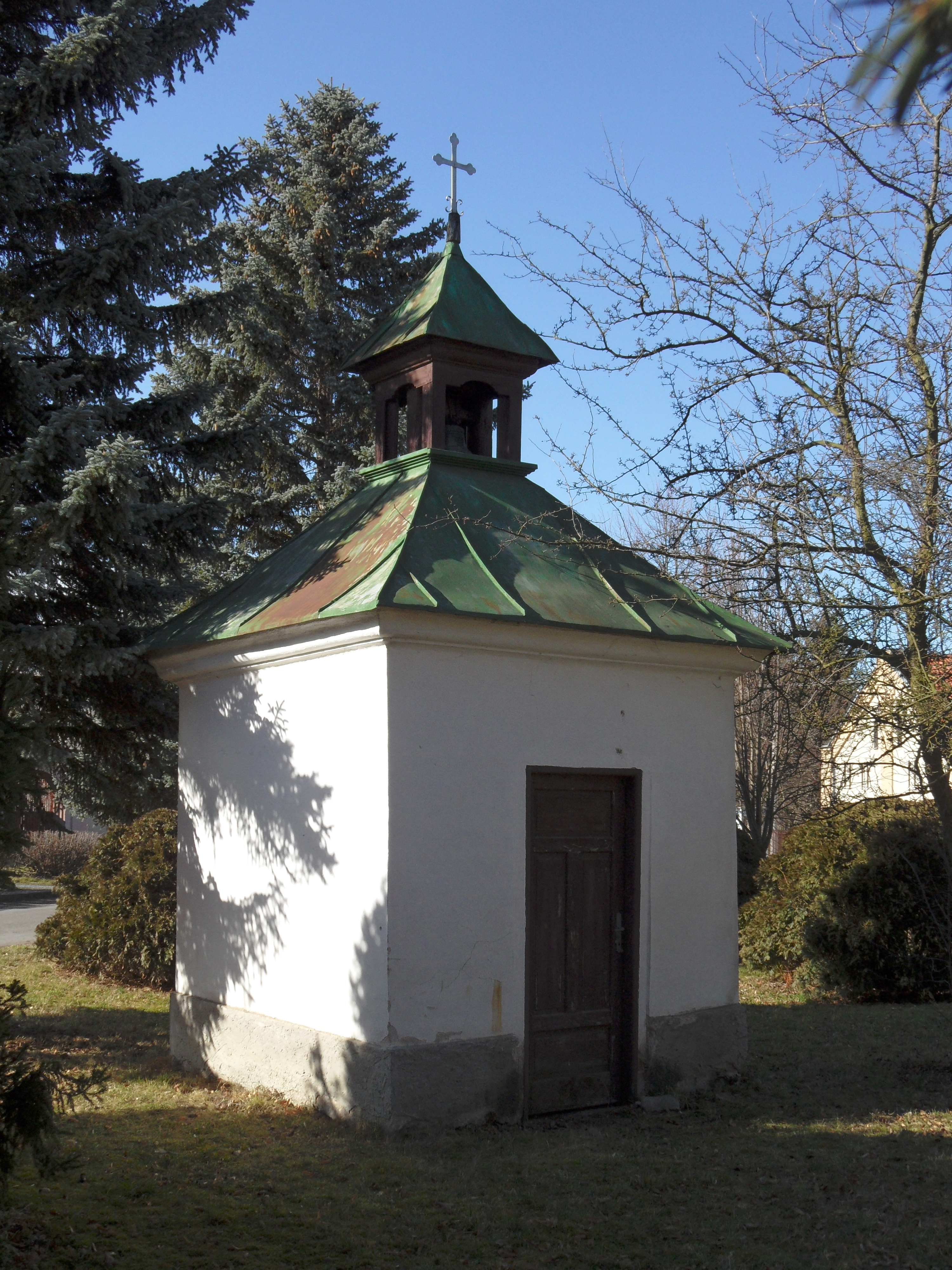
Glockenturm

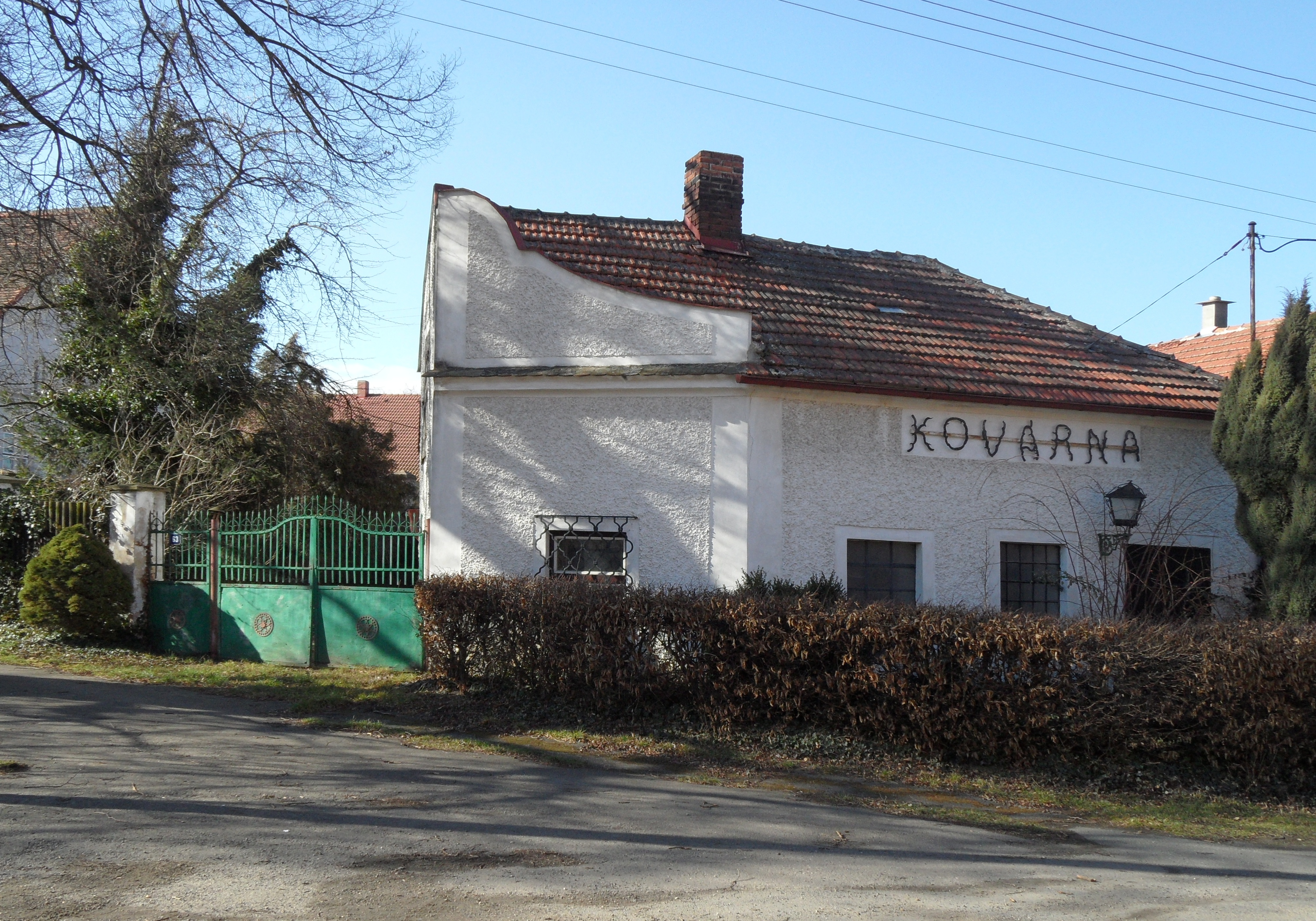
Schmiede

Hostovlice (deutsch Hostoulitz, auch Hostaulitz) ist eine Gemeinde in Tschechien. Sie liegt acht Kilometer südöstlich von Čáslav und gehört zum Okres Kutná Hora.

## Geographie
Hostovlice befindet sich an einem rechten Zufluss zum Zehubský potok in der Čáslavská kotlina (Czaslauer Becken). Westlich des Dorfes verlaufen die Bahnstrecke Znojmo–Nymburk sowie die Staatsstraße I/38 zwischen Čáslav und Golčův Jeníkov. Gegen Südwesten erhebt sich die Tisá skála (392 m n.m.)
Nachbarorte sind Medun, Markovice, Bažantnice u Sv. Anny, Žleby und Velký Dvůr im Norden, Zehuby und Biskupice im Nordosten, Kamenné Mosty und Kněžice im Osten, Zvěstovice und Hostačov im Südosten, Okřesaneč, Ráj und Písek im Süden, Podmoky, Kocanda und Přibyslavice im Südwesten, Vystrkov, Bratčice, Adamov und Tupadly im Westen sowie Potěhy, Horky und Filipov im Nordwesten.

## Geschichte
Erstmals erwähnt wurde das Dorf 1244 im Zusammenhang mit Bun von Hostovlice und Žamberk. Im Jahre 1289 ist Bleh von Hostovlice als Besitzer des Gutes Hostovlice nachweislich. Später erwarben die Brüder von Chlum das Gut und schlugen es ihrer Herrschaft Chlum zu. Die Herren Slavata von Chlum hielten Hostovlice bis zum Verkauf des Gutes durch Michal Slavata im Jahre 1529. Zu Beginn des 17. Jahrhunderts erwarb Hermann Czernin von Chudenitz das Gut Hostovlice und vereinigte es mit der Herrschaft Žleby. Nachfolgender Besitzer war Jan Rudolf Trčka von Lípa. Nach der Ermordung von Adam Erdmann Trčka von Lípa konfiszierte Kaiser Ferdinand II. am 29. März 1634 dessen Güter und die seines Vaters Jan Rudolf Trčka von Lípa, deren Schätzwert zusammen bei 4.000.000 Gulden lag; das Konfiskationspatent wurde im Mai 1636 durch den Reichshofrat in Wien bestätigt. Zu den weiteren Besitzern gehörten ab 1736 Josef von Schönfeld und ab 1746 die Fürsten Auersperg. 1787 standen in Hostaulitz 38 Häuser. In den Jahren 1823–1824 errichteten die Gemeinden Hostaulitz, Sehub und Wokřesanec auf eigene Kosten einen gemeinschaftlichen Kontributions-Getreideschüttboden in Hostaulitz.
Im Jahre 1840 bestand das im Caslauer Kreis gelegene Rustikaldorf Hostaulitz aus 42 Häusern, in denen 306 Personen, darunter eine jüdische Familie lebten. Unter dem Patronat der Gemeinde stand eine Privatschule. Außerdem gab es im Dorf einen herrschaftlichen Meierhof, eine dominikale Schäferei, ein Wirtshaus und den Kontributionsspeicher. Pfarr- und Amtsort war Žleb. Bis zur Mitte des 19. Jahrhunderts blieb Hostaulitz der Herrschaft Žleb untertänig.
Nach der Aufhebung der Patrimonialherrschaften bildete Hostovlice ab 1849 mit den Ortsteilen Okřesaneč und Písek eine Gemeinde im Gerichtsbezirk Časlau. Ab 1868 gehörte der Ort zum Bezirk Časlau. 1869 hatte Hostovlice 473 Einwohner und bestand aus 48 Häusern. Seit dem Ende des 19. Jahrhunderts wurde das Dorf alternativ als Hostoulice bzw. Hostovlice bezeichnet. Im Jahre 1900 lebten in Hostoulice 562 Menschen, 1910 waren es 673. Seit 1924 wird nur noch Hostovlice als amtlicher Ortsname verwendet. 1930 hatte Hostovlice 583 Einwohner und bestand aus 110 Häusern. 1956 löste sich Okřesaneč los und bildete eine eigene Gemeinde. Bei der Gebietsreform von 1960 wurde das Dorf dem Okres Kutná Hora zugeordnet. Beim Zensus von 2001 lebten in den 112 Häusern des Dorfes 246 Personen.

## Gemeindegliederung
Für die Gemeinde Hostovlice sind keine Ortsteile ausgewiesen. Zu Hostovlice gehört die Einschicht Medun.
Das Gemeindegebiet bildet den Katastralbezirk Hostovlice u Čáslavi.

## Sehenswürdigkeiten
- Glockenturm auf dem Dorfplatz, errichtet in der ersten Hälfte des 20. Jahrhunderts
- Gusseisernes Kreuz auf dem Dorfplatz
- Steinernes Wegkreuz im Garten des Hauses Nr. 91
- Gedenkstein an die Verstaatlichung des Bodens am 1. Juni 1925